# Ned-Kelly-Rüstung
Die Ned Kelly-Rüstung ist eine Schutzwaffe aus Australien.

## Beschreibung
Die Ned Kelly-Rüstung besteht aus Stahl. Sie wurde von dem australischen Räuber und Volkshelden Ned Kelly (* Juni 1854 oder 1855; † 11. November 1880) bei einem Raubüberfall getragen. Es wird vermutet, dass der Stahl, der zur Herstellung der Rüstung der Kelly Gang verwendet wurde, aus dem Material von gestohlenen Pflügen stammt. Es wurden insgesamt vier dieser Rüstungen hergestellt, die den Mitgliedern der Bande als Schutz vor den Geschossen der Polizei dienen sollten. Die Rüstungen bestehen jeweils aus Helm, Brustpanzer, Rückenpanzer, Schulterklappen sowie einem an dem Brustpanzer angebrachten Oberschenkel- und Genitalschutz. Bei den verschiedenen Rüstungen gab es Unterschiede. Verschiedene Teile, wie  etwa der Genitalschutz, waren nicht an allen Rüstungen vorhanden. Ned Kellys Rüstung war wahrscheinlich als einzige gepolstert und er trug unter dem Helm eine gepolsterte Schädelkappe, um den Druck des Helmes zu mindern. Die Helme sitzen auf den Schultern auf und die restlichen Panzerungen wurden mit Lederriemen am Körper befestigt. Ein Beinschutz war nicht vorgesehen. Das Fehlen dieses Schutzes führte dazu, dass Ned Kelly bei seinem letzten Gefecht mit der Polizei in Glenrowan in die Beine getroffen wurde und stürzte. Insgesamt wogen die Rüstungen etwa 40 kg. Nach der Festnahme Kellys und seiner anschließenden Exekution durch Hängen gelangte die Rüstung in die State Library of Victoria in Melbourne, wo sie noch heute zu sehen ist. Im Jahre 2002 wurden mehrere Einzelteile der Rüstungen gefunden und diesen wieder hinzugefügt.